# Бернхард Саксен-Мейнингенский
Бернхард Фредерик Юлий Хендрик Саксен-Мейнингенский (нем. Bernhard Friedrich Julius Heinrich von Sachsen-Meiningen; 30 июня 1901, Кёльн — 4 октября 1984, Бад-Кроцинген) — принц из династии Саксен-Мейнинген. Глава Саксен-Мейнингенского дома с 6 января 1946 года до своей смерти.

## Биография
Бернхард родился в июне 1901 года в Кёльне; он был третьим сыном Фридриха Саксен-Мейнингенского и Аделаиды Липпе-Бистерфельдской.
В 1933 году он и его жена были арестованы и были признаны виновными в антинацистском заговоре; Бернхард был приговорён к шести неделям тюремного заключения, а его жену посадили под домашний арест. Однако после вмешательства германского посланника они оба были освобождены, после чего они бежали в Италию. Через три недели он был вновь арестован при попытке вернуться в свой замок Питцельштеттен.
В 1946 году после смерти своего брата и отказа его сына Фридриха от династических прав, стал главой Саксен-Мейнингенского дома.
Бернхард умер 4 октября 1984 года.

## Семья
Бернхард состоял в браке два раза; от обоих браков у него было пятеро детей. Брак с Марго Грёсслер считается морганатическим, поэтому их дети не могут претендовать на главенство в семье.
- Марго Грёсслер (1911—1998) — брак заключён в Айхенхоф-им-Ризенгебирге 25 апреля 1931 года. Этот брак закончился разводом 10 июня 1947 года.
  - Принцесса Феодора Саксен-Мейнингенская (род. 27 апреля 1932), вышла замуж за Бурхарда Киппенберга 6 апреля 1967 г. У них есть сын Вальтер (род. 27 января 1968).
  - Принц Фредерик Эрнст Саксен-Мейнингенский (21 января 1935 — 13 июля 2004), женился на Эренгарде фон Массове 3 марта 1962 года. Он снова женился на принцессе Беатрис Саксен-Кобург-Готской 12 июня 1977 года. У них двое детей: Мария Александра (род. 5 июля 1978) и Фридрих Константин (род. 3 июня 1980).
- Вера Шеффер фон Бернштейн (1914—1994) — брак заключён в Цигенберг-убер-Бад-Наухайм 11 августа 1948 года.
  - Принцесса Элеонора Аделаида Саксен-Мейнингенская (род. 9 ноября 1950) вышла замуж за Питера Эрика Росдена 22 октября 1982 года. Детей нет
  - Принц Фредерик Конрад Саксен-Мейнингенский (род. 14 апреля 1952) не женат. Детей нет.
  - Принцесса Альмут Саксен-Майнингенская (род. 25 сентября 1959) вышла замуж за Эберхарда фон Брауншвейга 16 октября 1993 года. У них двое детей: Мари Сесилия (род. 4 августа 1994) и Юлиус-Александр (род. 20 октября 1996).